# Maraunenhof

Maraunenhof auf einer Karte von 1937

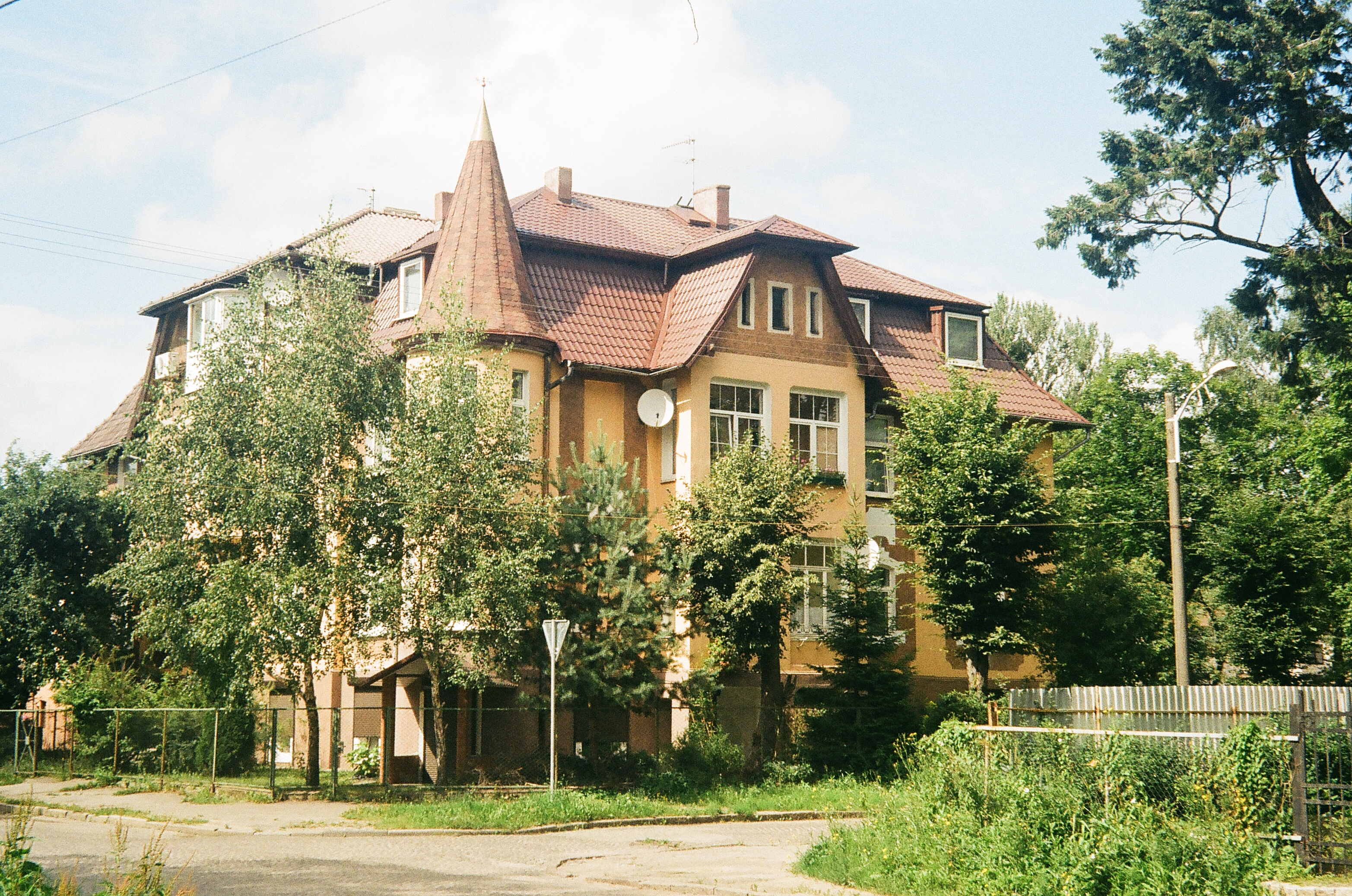
Villa im Maraunenhof, 2011

Maraunenhof war ein Stadtteil von Königsberg in Preußen, nördlich des Oberteiches gelegen. Südöstlich lagen Devau und Kalthof. Westlich lag Palwehof. Der VfB Königsberg hatte hier sein Stadion.

## Name
Der Name geht auf eine prußische Person Marun zurück und kann sich von „maronis“ (Bewohner eines Ortes am Haff) oder „marunas“ (Rainfarn) ableiten.

## Geschichte
Erstmals erwähnt wurde der Ort 1571 als Mahrunen Fischer. 1606 hieß er Marauns Hoff Fischer und 1785 Maraunen oder Maraunenhof. Dieser Stadtteil wurde 1905 in den Stadtkreis Königsberg eingemeindet und danach weiter aufgesiedelt und an das städtische Verkehrsnetz angeschlossen. Die Terrainaktiengesellschaft war maßgeblich daran beteiligt, dass sich Maraunenhof zu einem Villenviertel entwickelte und das bis dahin bevorzugte „Geheimratsviertel“ des Tragheim als Wohnbezirk ablöste. In diesem Stadtteil lagen, direkt nördlich an den Alt Roßgarten anschließend, etliche Schrebergärten, die Pferderennbahn, der Pferdeausstellungsplatz, der Tattersall, der Sportplatz des Königsberger Männerturnvereins, das Kreiswehramt, das Kreiswehrkommando, Kasernen und der Maraunenhöfer Friedhof mit Urnenfriedhof.
Im Zuge der Herzog-Albrecht-Allee (nördlich vom Oberteich) erinnerten zwei Plätze an Otto von Bismarck und Ottokar II. Přemysl.
Im heutigen Kaliningrad ist das ehemalige Maraunenhof mit seinen vielen repräsentativen Villen einer der Stadtteile mit der am besten erhaltenen Bausubstanz aus der Vorkriegszeit. Das deutsche Generalkonsulat für die Oblast Kaliningrad befand sich hier in der ehemaligen Wallenrodtstraße, der heutigen Leningradskaja uliza (benannt nach der von 1924 bis 1991 Leningrad genannten Stadt Sankt Petersburg) von 2007 bis 2013.

## Sakralbauten
- Herzog-Albrecht-Gedächtniskirche